# Multiple Jet Nozzle
Een Multiple Jet Nozzle (MJN) is een carburateurtype van het Japanse merk Mikuni met een holle naald, voorzien van gaatjes, die zorgt voor een efficiëntere benzine- en luchttoevoer en een gelijkmatiger vorming van het mengsel, vooral bij grotere (40 mm) carburateurs. MJN maakt een acceleratiepomp overbodig. 